# Notre-Dame-du-Touchet
Pour les articles homonymes, voir Notre-Dame et Touchet.
Notre-Dame-du-Touchet est une ancienne commune française du département de la Manche et de la région Normandie, devenue le 1er janvier 2016 une commune déléguée au sein de la commune nouvelle de Mortain-Bocage.
Elle est peuplée de 611 habitants.

## Géographie
Notre-Dame-Du-Touchet est située à l'extrême sud-est du département de la Manche. Elle fait partie du canton du Mortainais.

## Toponymie
Le nom de la localité est attesté sous les formes de Tuschueio en 1099, de Thuscheio en 1112, de Tuscheto en 1114, de Toschet en 1158, de Toscheit en 1259.
La partie de territoire située au nord de la Sélune fut prélevée sur Romagny et rattachée à Notre-Dame-du-Touchet à la suite d'une épidémie de peste. De là vient l'expression du grand et du petit Touchet (le grand étant l'ancien territoire).
Le village s'est appelé Touchet jusqu'au début du XXe siècle où Notre-Dame fut ajouté en référence à la dévotion des habitants envers la Vierge. Le vocable Notre-Dame (Marie, mère de Jésus) est partagé par plus de cinquante communes ou anciennes communes françaises, dont la moitié dans les cinq départements normands.
Touchet à valeur diminutive est formé à partir du bas-latin tusca et de l'ancien français toche, touche, « partie de forêt non défrichée ». D'où : le « petit morceau de forêt non défriché ».

## Histoire
Un Touchet figure parmi les compagnons de Guillaume le Conquérant sur la liste de Dives, et est confirmé par la descendance d'une famille anglaise.
En 1082, Ursin de Touchet et sa mère « aumonèrent » 60 acres de terre d'une part et vingt-cinq de l'autre ».
En 1114, Richard de Thuscheto signa comme témoin une donation faite à l'abbaye de Savigny, dans la paroisse du Touchet (de Tuscheto). Jean d'Oissey (v. 1545-1579), né au château de la Cour, écuyer, seigneur du Touchet, ami de Montgommery et qui avait échappé au massacre de la Saint-Barthélemy, et qui avait tenté en 1577 de prendre par surprise le Mont-Saint-Michel, sera massacré au printemps de l'année 1579 dans son château par la foule haineuse à l'égard des huguenots.
Le 1er janvier 2016, Notre-Dame-du-Touchet intègre avec quatre autres communes la commune de Mortain-Bocage créée sous le régime juridique des communes nouvelles instauré par la loi no 2010-1563 du 16 décembre 2010 de réforme des collectivités territoriales. Les communes de Bion, Mortain, Notre-Dame-du-Touchet, Saint-Jean-du-Corail et Villechien deviennent des communes déléguées et Mortain est le chef-lieu de la commune nouvelle.

## Héraldique
Les armes de la famille de Touchet sont : d'azur au chevron d'argent accompagné de 3 mains dextres du même.

## Politique et administration
| Période                                  | Période       | Identité       | Étiquette | Qualité     |
| ---------------------------------------- | ------------- | -------------- | --------- | ----------- |
| 1848                                     | 1882          | Adolphe Debon  |           |             |
|                                          |               |                |           |             |
| 1977                                     | novembre 2007 | Claude Lebigot |           |             |
| janvier 2008                             | mars 2008     | Gérard Gaucher | SE        | Salarié     |
| mars 2008                                | décembre 2015 | Bernard Bagot  | SE        | Agriculteur |
| Les données manquantes sont à compléter. |               |                |           |             |

Le conseil municipal était composé de quinze membres dont le maire et deux adjoints. Ces conseillers intègrent au complet le conseil municipal de Mortain-Bocage le 1er janvier 2016 jusqu'en 2020 et Bernard Bagot devient maire délégué.

## Démographie
En 2021, la commune comptait 611 habitants. Depuis 2004, les enquêtes de recensement dans les communes de moins de 10 000 habitants ont lieu tous les cinq ans (en 2007, 2012, 2017, etc. pour Notre-Dame-du-Touchet) et les chiffres de population municipale légale des autres années sont des estimations.
| 1793  | 1800  | 1806  | 1821  | 1831  | 1836  | 1841  | 1846  | 1851  |
| ----- | ----- | ----- | ----- | ----- | ----- | ----- | ----- | ----- |
| 1 500 | 1 631 | 1 600 | 1 548 | 1 573 | 1 546 | 1 564 | 1 572 | 1 570 |

| 1856  | 1861  | 1866  | 1872  | 1876  | 1881  | 1886  | 1891  | 1896  |
| ----- | ----- | ----- | ----- | ----- | ----- | ----- | ----- | ----- |
| 1 475 | 1 403 | 1 390 | 1 340 | 1 350 | 1 336 | 1 330 | 1 284 | 1 191 |

| 1901  | 1906  | 1911  | 1921 | 1926 | 1931 | 1936 | 1946 | 1954 |
| ----- | ----- | ----- | ---- | ---- | ---- | ---- | ---- | ---- |
| 1 150 | 1 147 | 1 136 | 952  | 951  | 899  | 949  | 936  | 909  |

| 1962 | 1968 | 1975 | 1982 | 1990 | 1999 | 2007 | 2012 | 2017 |
| ---- | ---- | ---- | ---- | ---- | ---- | ---- | ---- | ---- |
| 891  | 822  | 743  | 693  | 682  | 658  | 639  | 627  | 628  |

| 2019 | - | - | - | - | - | - | - | - |
| ---- | - | - | - | - | - | - | - | - |
| 626  | - | - | - | - | - | - | - | - |

## Lieux et monuments

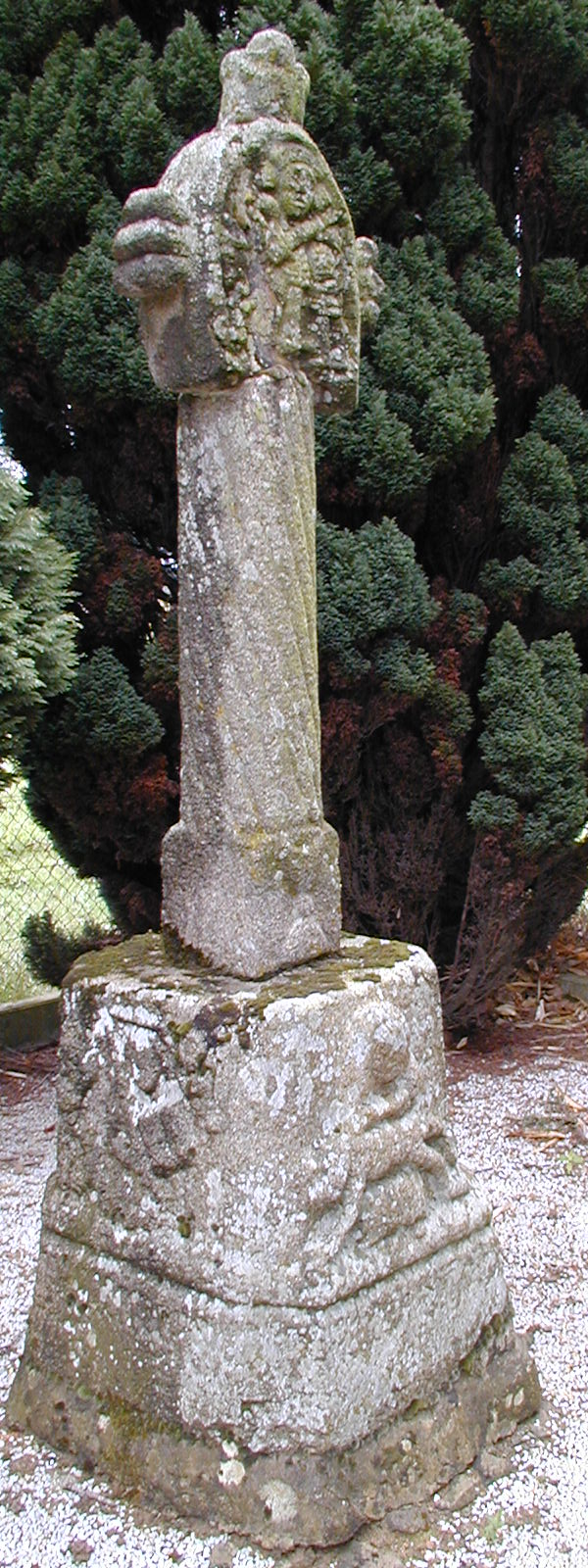
Croix normande dite de Saint-Martin.

- Église Notre-Dame des XVIe, XVIIIe – XIXe siècles. Le chœur date du XVIe, la nef du XVIIIe et la tour du XIXe. À l'intérieur, voûte lambrissée, poutres sculptées. Elle abrite un vitrail de l'arbre de Jessé du XVe, un retable mort de la Vierge (au milieu de sa parenté et de son voisinage, la Vierge quitte le monde)[12] du XVIe, une chaire à prêcher du XVIIIe, un calice et sa patène du XVIIe, classés au titre objet aux monuments historiques[13].

Au XIIe siècle, les seigneurs du Touchet firent don de l'église à l'abbaye de Notre-Dame du Rocher (Mortain).
- Plusieurs croix de chemin dont celle dite « croix Saint Martin », inscrite aux monuments historiques le 12 avril 1939[14].
- Croix de cimetière datée de 1636.

Pour mémoire
- L'ancien château de Touchet se situait à l'est de l'église (actuelle ferme de la Cour). Il a été rasé à la Révolution[3].